# Werrason
Noël Ngiama Makanda, plus connu sous le nom de scène Werrason, né le 25 décembre 1965 à Kikwit en république démocratique du Congo (RDC), est un chanteur, auteur-compositeur, producteur congolais. Il est dirigeant du groupe Wenge Musica Maison Mère.
Il est l'un des artistes les plus populaires en RDC et sur le continent africain depuis plusieurs années,,.
Principalement connu pour être une des figures emblématiques du groupe Wenge Musica, qui a donné le nom de Ndombolo à la musique congolaise, et qui a fait danser l'Afrique et sa diaspora durant les années 1990, avec JB Mpiana. Ses compositions Mulolo et Kin É Bougé, partagées avec Mpiana, et surtout Kala-Yi-Boeing feront partie des chansons les plus connues de l'orchestre. Wenge finira par se disloquer le 7 décembre 1997 à cause des rancœurs nées entre Werra et JB Mpiana. Le groupe éclate en 2, d'un côté : Wenge Musica Maison Mère avec Werrason, Didier Masela, Adolphe Dominguez, Christian Mabanga, Ali Mbonda, Michael Tee, Bidjana Vangu, Djolina Mandundila, Japonais Maladi et Ferré Gola et de l'autre : Wenge BCBG Les Anges Adorables avec JB Mpiana, Alain Prince Makaba et Blaise Bula et la totalité des autres.
Avec son groupe Maison Mère, il se produit au Palais des Sports de Paris (1999), Bercy en septembre 2000 devant 17 000 spectateurs, il devient le 2e artiste africain à jouer et remplir Bercy après Koffi Olomidé qui y a joué en février 2000. Ils se produiront 2 jours d'affilée, le 26 et 27 avril 2002 au Zénith de Paris, et de nouveau le 8 novembre 2008 et le 13 mars 2010. Le 15 février 2025, le phénomène a mis le feu à la salle Arena grand Paris ( 7000 personnes) après 15 ans d’absence avec un concert qui s’affichait complet à 24h de l’événement.
À son actif, Werrason a réalisé plusieurs albums dont sept avec Wenge Musica, plus de 10 avec Wenge Musica Maison Mère et 2 en solo, il a obtenu un disque d'or avec l'album Solola Bien pour 100 000 exemplaires écoulés, qui leur est remis en 2002 lors du concert au Zénith de Paris, et il détient aussi 5 Koras : meilleur album de l'année 2000, 2 fois meilleur artiste africain masculin (2001, 2004), 2 fois meilleur artiste d'Afrique centrale (2004, 2005).
À l'occasion de la présentation officielle de Flèche Ingeta, Werrason se produit 3 jours successifs du 17 au 19 avril 2015 au Grand hôtel de Kinshasa avec un invité différent chaque jour, le 17 JB Mpiana, le 18 Papa Wemba, le 19 Roga-Roga. Pour la première fois depuis la séparation de Wenge Musica, JB Mpiana et Werrason se retrouvent sur le même podium interprétant Omba de JB et quelques-uns de leurs anciens succès.

## Biographie

### Famille et enfance (1965–1978)
Noël Ngiama Makanda, né le 25 décembre 1965, à Moliambo, un petit village de la province de Bandundu en RDC, de Théo Musoko et d'Albertine Mukala. Il est le 3e d'une famille de 4 enfants. Il est le frère cadet de l'artiste religieux Frère Patrice Ngoy Musoko. Noël grandira alternativement à Kinshasa dans la commune de Bandalungwa où il y retourne à chaque vacances scolaires.
Son père, ainsi que ses grandes sœurs, étaient eux aussi des chanteurs, mais pas professionnellement. Le nom Ngiama lui a été donné par une de ses tantes. L'enfant souffrait de bégaiement ainsi que de dyslexie, il était très timide. Il l'est toujours aujourd'hui, mais plus en privé. En dehors de tout ça, Noël est quelqu'un d'assez ouvert et a un grand sens de l'humour.
Les talents de danseur de Noël commencent à se montrer lors des fêtes de famille. C'est à partir de 12 ans, qu'il chante dans la chorale de l’Église protestante de CBZO. Il perd son père durant sa jeunesse et part vivre définitivement chez son oncle Kifaya Kasia. Avec son ami, Aimé Buanga, il apprend la boxe. À cette époque, il gagne un concours d'arts martiaux et acquiert le surnom de Tarzan, le Roi de la Forêt qui se transformera plus tard en Roi de la Forêt, ce qui restera son surnom le plus connu.

### Cofondateur de Wenge Musica (1977-1997)

#### Début et premier succès (1977-1990)
En 1977, Noël Ngiama joue de la batterie avec ses amis : Aimé Bwanga, Didier Masela, Alain Makaba et Dédé Masola. Makaba est à la guitare, Masela à la basse, Bwanga et Masola sont au chant. Ces 5 jeunes ont tous moins de 16 ans et pratiquent la musique pendant les vacances à Kinshasa. Ils fondent sur idée de Didier Masela Glodi, l'orchestre Celio Stars (dénommé ainsi par Aimé Bwanga), qui sera le futur Wenge Musica, et répète ensemble durant chaque vacances scolaires.
C'est en 1981 que le groupe est nommé Wenge Musica par le propriétaire du club de football de la région FC Wenge qui leur propose de prendre le nom Wenge. Musica sera choisi par admiration pour le groupe de l'époque Viva La Musica.
La même année, le groupe s'élargit avec l'arrivée de JB Mpiana, Alain Mwanga et bien d'autres.
À cette époque, la musique n'est qu'une passion et un passe-temps pour ces jeunes.
Sa famille est contre son choix de faire de la musique, ils souhaitent qu'il ait un emploi plus « respectable » mais c'est quand Wenge se met à jouer en lever de rideau des grands orchestres du moment comme Choc Stars, Noel Ngiama devient Werrason.

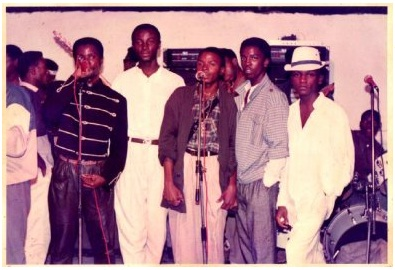
Le groupe Wenge Musica en 1987.

En 1987, Wenge Musica enregistre son 1er album, ils décident d'établir une hiérarchie pour lui donner un aspect professionnel. Didier Masela obtient le statut de fondateur, JB Mpiana devient président, Alain Makaba devient directeur artistique, Werrason devient directeur financier, responsable de la discipline au sein du groupe, ainsi que recruteur de jeunes talents pour renforcer la qualité du groupe.
L'année suivante, ils signent leur 1er opus Bouger Bouger, où Werrason compose et interprète Nicky D, dédiée à sa petite amie de l'époque Nicole Douga, et compose avec JB Mpiana la chanson Mulolo.

#### L'apogée (1991-1996)
Trois ans plus tard, en 1991, le groupe publie le 2e album Kin E Bougé, enregistré à Bruxelles, bénéficiant d'une qualité de son largement supérieure à l'album précédent. L'album comporte 5 titres : le générique Ngoma Maguy de l'animateur Roberto Wunda Ekokota, le titre éponyme de JB Mpiana, Princesse Pathy d'Alain Makaba, Kaskin de Werrason et pour finir Eve Sukali de Blaise Bula.
Peu avant l'enregistrement de l'album, en 1990, le groupe devait voyager à Bruxelles en passant par Paris pour la 1er fois mais ils sont arrêtés à Kinshasa car ils étaient en possession de faux visas.
En 1992, ils enregistrent l'album Pleins Feux qui paraîtra plus tard en 1996. Composé de 8 titres et il est l'auteur de Djino et Jugement par défaut.
En 1993, le groupe enregistre et publie un des plus grands succès de l'histoire du groupe qui est Kala-Yi-Boeing, le 3e album composé de 7 titres dont il signe seulement le titre éponyme. Cet album aide Wenge Musica à s'établir comme étant désormais le plus grand groupe de sa génération et Werrason Ngiama comme l'un des membres les plus populaires du groupe. L'album obtient non seulement un énorme succès dans toute l'Afrique mais aussi aux Antilles et dans les Caraïbes. 
 La même année, Wenge Musica se produit avec Kassav mais aussi avec Zaïko Langa Langa lors d'un concert à La Madeleine de Bruxelles.
Au cours de l'année 1994, Wenge Musica sort le 5e album Les Anges Adorables est dans les bacs et contient 12 chacune 6 titres, il signe et interprète 2 titres : Surprise Kapangala et Sourire des vendeurs.
Wenge Musica effectue plusieurs tournées.
Mais à partir de 1995, les têtes d'affiches c'est-à-dire Alain Makaba, JB Mpiana ainsi que Werrason ont chacun de fortes ambitions. Alain Makaba souhaite enregistrer un album solo nommé Pile ou face qui sortira finalement la même année. JB Mpiana souhaite aussi sortir un album solo. Werrason souhaite créer un mini groupe avec le nouveau chanteur venu Ferré Gola, les guitaristes Ficarré Mwamba, Zamuangana Savimpi et Christian Mabanga, le nouveau batteur Seguin Mignon Maniata et l'animateur Roberto Ekokota.
En 1996 sort le 7e album Pentagone composé de 11 titres très dansant avec Tutu Callugi et Roberto Ekokota à l’animation, sur lequel Ngiama obtient une 3e fois de 2 titres : Coco Madimba et Héritier Itélé. Il faut considérer que cet album est le dernier de Wenge Musica, car le suivant Feux de l'amour est crédité au nom de JB Mpiana.

#### Dislocation de l'orchestre (1997)
Werrason et JB Mpiana sont influencés par des personnes extérieures au groupe sur leurs projets personnels ce qui alimente beaucoup de malentendus entre eux. JB Mpiana commence l'enregistrement de son 1er album solo Feux de l'amour sur lequel Werrason ne participe pratiquement pas.
L'album sort en 1997. Les concerts s'enchaînent. Pendant que Werrason, Adolphe Dominguez et Didier Masela ainsi que Ferré Gola sont présents à certain concert à Abidjan, JB et une partie de l'ossature sont absents et vice versa. Le point de non-retour est atteint lorsque Werrason entend, lors des réunions pour éviter la séparation du groupe, qu'Alain Makaba paie les musiciens sans le consulter lui-même qui est le directeur financier du groupe.
La même année, le 7 décembre, lors du concert de présentation de l'album Feux de l'amour de JB au Grand hôtel de Kinshasa, le groupe se bagarre sur scène. Cette confrontation se déroule sous les yeux du public ainsi que de Papa Wemba. Le groupe se sépare en 2 entités. JB s'en va créer Wenge BCBG avec plus de 80 % de l'orchestre original composé d'Alain Makaba, Blaise Bula, Alain Mpela, Aimélia Lias, Ficarré Mwamba, Patient Kusangila, Titina Alcapone, Fils Zamuangana, Théo Bidens, Burkina Faso Mboka Liya, Roberto Ekokota et Tutu Caludji. Et un autre part sera Werrason, Adolphe Dominguez et Didier Masela pour créer Wenge Musica Maison Mère

### Wenge Musica Maison Mère (depuis 1997)

#### Les années 1990
Après cette séparation, Werrason, un moment très abattu, reprend la musique. À ce moment présent, le groupe se nomme toujours Wenge Musica BCBG 4X4. Werrason, Didier Masela et Adolphe Dominguez décide de créer Wenge Musica Maison Mère.
Werrason est soutenu par Koffi Olomidé, King Kester Emeneya, Jossart N'Yoka Longo ainsi que son ancien collègue de Wenge Musica, Marie-Paul Kambulu. Werrason, Masela et Dominguez procèdent au recrutement de nouveaux musiciens comme les chanteurs : Ferré Gola, Baby Ndombe (Fils de Ndombe Opetum de TP OK Jazz), J.D.T. Mulopwe, Adjani Sésélé, Serge Mabiala, Didier Lacoste, Michael Tshendou, les animateurs : Celeo Scram, Bill Clinton Kalonji, les guitaristes : Flamme Kapaya, Japonais Maladi, Christian Mabanga (bassiste), le batteur : Papy Kakol (batterie) et pour finir le percussionniste Ali Mbonda.
En novembre 1998, Wenge Musica Maison Mère sort le 1er album Force d'intervention rapide, composé de 10 titres dont il signe 3 titres : Chantal Switzerland, le remix de Kalayi Boeing et Freddy Movadi.
Le 19 juin 1999, Werrason et Wenge MMM se produisent à Villejuif. Et le 4 septembre, ils donnent un concert au Palais des sports de Paris (La Cassette vidéo est sorti en fin-novembre 1999).
Tout en préparant son 1er album solo, Werrason et Wenge MMM sortent en décembre 1999, le 2e album Solola Bien qui remporte un succès immédiat et est certifié disque d'or en France au cours de l'année 2000.

#### Les années 2000
Le 16 septembre 2000, il devient le 2e artiste africain à se produire et remplir Bercy (le 1er étant Koffi Olomidé qui s'y est produit le 19 février de la même année) devant 17 000 spectateurs. Ce jour-là, Aimelia Lias, un chanteur de l'orchestre rival Wenge BCBG, intègre Wenge Musica Maison Mère devant les 17 000 spectateurs de Bercy en effectuant quelques vocals.
En décembre 2000 aux Kora Awards, Wenge MMM est nommé dans la catégorie Meilleur groupe africain, la chanson Augustine est classée parmi les 5 meilleures chansons africaines qui ont fait danser l'Afrique depuis 1960 par le magazine Jeune Afrique.
Cet album confirme Wenge MMM comme l'un des plus grands groupes d'Afrique, son album est réussi et le groupe a des concerts en RDC et dans toute l'Afrique mais un peu de temps après, Werrason devient le seul administrateur du groupe avec le départ d'Adolphe Dominguez et du père fondateur du Wenge Didier Masela.
Le 26 juin 2001 sort le 1er album solo de Werrason nommé Kibuisa Mpimpa, ce que signifie éclipse solaire, produit par la maison de disques JPS Production du camerounais Jean-Pierre Saah qui a produit aussi l'album Solola Bien. C'est un double album composé de 17 titres avec notamment la chanson Kibuisa Mpimpa ou encore le générique Opération Dragon, un succès. Il a été préparé durant 5 ans (depuis 1996) donc à l'époque où Wenge Musica était encore réunit et que chaque tête d'affiche s'était mis d'accord pour sortir chacun à leur tour un album solo. De nombreuses personnalités sont invitées à la réalisation de l'album comme le saxophoniste camerounais Manu Dibango, le rappeur Pit Baccardi, le bassiste camerounais Guy N'Sangue, le batteur Djudjuchet Luvengoka et beaucoup d'autres. Grâce à cet album, Werrason est sacré Meilleur artiste masculin d'Afrique et Meilleur artiste masculin d'Afrique centrale aux Kora Awards de la même année. Il présente ses trophées à la presse congolaise le 7 novembre au Grand hôtel de Kinshasa.
Puis en mai 2002, il se produit 2 jours de suite (le 26 et 27) au Zénith de Paris.
Plus tard, le 28 décembre 2002, 3 jours après son anniversaire, Werrason et Wenge Musica Maison Mère sortent le 3e album de 17 titres nommé A la queue leu-leu, et produit toujours par JPS. À Kinshasa, il se vend à 15 000 exemplaires en une heure et finira par atteindra le chiffre de 110 000 copies vendues en 2 mois. Dans cette période, il participe dans la compilation Les Tenors 2 l'Afrique avec N'Yoka Longo, Madilu System, Malage de Lugendo etc. qui sort plus tard en 2005.
En 2004, Werrason et Wenge Musica Maison Mère sortent le maxi-single de 2 titres dont le générique éponyme promotionnel nommé Tindika Lokito pour la marque de bière Skol. Après une tournée au Royaume-Uni, quelques musiciens clés du groupe décident de rester en Europe alors que le groupe rentre à Kinshasa. Il s'agit de Ferré Gola, Bill Clinton Kalonji, J.D.T. Mulopwe, Serge Mabiala, Japonais Maladi (il est de retour chez WMM depuis 2005) et Mimiche Bass. Ferré, Bill, JDT, Serge, Japonais ainsi que Mimiche s'en iront créer l'orchestre Les Marquis de Maison Mère. Baby Ndombé a aussi quitté le groupe depuis longtemps mais n’a pas suivi ses collègues.
Werrason qui travaillait sur son 2e album solo, avait pour projet de le nommé Miracles mais ce sont finalement Les Marquis qui reprendront le nom pour leur 1er album ce qui force le Roi de la Forêt à devoir changer de nom.
Après cet épisode, Werrason recrute de nouveaux musiciens et sort le 10 décembre 2004, un maxi-single de 4 titres nommé Alerte Générale. Il bat tous les records en Afrique et en Europe en se produisant 2 fois par jour dans sa tournée européenne de janvier à juillet 2005.
La même année se termine pour lui avec 2 prix remportés au Kora Awards le 13 décembre : celui de Meilleur artiste d'Afrique Centrale (partagé avec son compatriote Félix Wazekwa) ainsi que du Meilleur artiste masculin d'Afrique.
En juillet 2005, il donne dans sa ville natale de Kikwit le concert intitulé Changement de fréquence devant 300 000 spectateurs. Selon David Van Reybrouck, ce fut le plus grand concert pop qu'on ait jamais vu, mais il n'a chanté en tout que durant une quinzaine de minutes et a empoché toute la recette, selon son guitariste Flamme Kapaya.
Le 4 décembre 2005, lors de la 10e édition des Kora Awards, il remporte le prix du Meilleur artiste d'Afrique centrale pour la 3e fois en Afrique du Sud (partagé aussi avec Koffi Olomidé).
Le 20 décembre 2005, il sort son 2e album solo intitulé Témoignage, un double album comme le précèdent avec cette-fois-ci un total de 12 titres, dont le titre Na Touché qui connaît la participation de défunt Jacob Desvarieux, membre du groupe antillais Kassav. L'album se vend à plus de 150 000 exemplaires le jour même de sa sortie à Kinshasa. L'album est présenté le 29 avril 2006 à la presse congolaise, au Grand Hôtel de Kinshasa comme à son habitude.
En 2006, Werrason chante au Stade des Martyrs à Kinshasa avec l’artiste jamaïcain Shaggy.
Le 15 décembre 2006 sort le maxi-single nommé Sous-Sol et composé de 5 titres dont 3 signés par lui-même (Sous-Sol avec la marque de bière Primus, Siméon et L'enfant mystère). Ce maxi single est une première incursion dans le monde de la « world music ».
L’année 2008 sera marquée par la sortie le 15 mai de l'album Temps Présent "Mayi ya Sika". Le 8 novembre, il se produit pour la 3e fois au Zénith de Paris devant plus de 6 000 personnes pendant 3 heures de spectacle de haute qualité avec des invités comme Youssoupha (fils de Tabu Ley Rochereau) et plein d'autres.
Le 18 décembre 2008, il sort son 3e album solo nommé Simply The Best Of, Vol. 1.
Enfin, le 15 août 2009, l'album Techno Malewa Sans Cesse volume 1 sort. Sur cet album, 7 titres sur 8 sont crédités au nom de Werrason. Le seul titre n'étant pas crédité par Werrason est Par Amour, œuvre d'Héritier Watanabe.

#### Les années 2010
Le 13 mars 2010, il se produit pour la 4e fois au Zénith de Paris.
Le samedi 11 juin 2011, Werrason est choisi avec Fally Ipupa, Jessy Matador, Meiway, Mokobe  ainsi que le groupe ivoirien Magic System pour représenter la RDC à la Nuit Africaine avec d'autres stars africaines au Stade de France, le jour de la fête de la Musique. Avec une tension spécifique entre un groupe de militants opposé au gouvernement de Joseph Kabila, en République démocratique du Congo, autoproclamés les combattants, et les artistes congolais présents dont Werrason. Cette prestation lui vaut un prix au Ndule Awards du Meilleur Spectacle de l'Année.
En août 2011, la suite de Malewa appelé Techno Malewa Suite & Fin sort et contient 13 titres disposés sur un double album dont 7 chansons sont signées par lui-même (le générique Malewa Suite & Fin Automatique, Likambo, Le Kallman de Soyo, Le Prince de la ville, Malewa Suite & Fin Radio Edit, Cayenne, Malewa Suite & Fin Instrumental).
Début décembre 2011, l'album se classe 2e du Hit Parade congolais du journal L'Avenir (le 1er étant l'album Bande Annonce de  Jossart N'yoka Longo de Zaïko Langa Langa).
Dans la nuit du dimanche 27 novembre 2011, en provenance de la province de Bandundu vers Kinshasa, il est victime d'un accident de la route avec son garde du corps, son chauffeur et 4 danseuses. Il en ressort avec l'avant-bras droit fracturé à 3 niveaux et le poignet gauche également fracturé. Il est évacué vers l'Inde à l'hôpital Medanta de New Delhi où il y restera hospitalisé durant 4 semaines.
En mars 2012, Werrason annonce la réalisation d'un album nommé Desert Ingeta. Durant la préparation de cet album, il sort 2 maxi-single Satellite +2 et Education, le premier dans la même année et le deuxième dans l'année suivante.
En septembre 2014, Werrason est sacré Meilleur artiste africain et le morceau Malewa le prix du meilleur son aux NAFCA 2014 aux États-Unis.
Desert Ingeta, finalement renommé Flèche Ingeta, sort le 20 décembre 2014 à Paris et le 5 janvier 2015 à Kinshasa. Pour la 1er fois, Werrason et Wenge Musica Maison Mère sortent un album de 3 CD pour un total de 28 pistes. 15 chansons sont signées par lui-même, les 12 autres sont partagés entre les chanteurs, musiciens et administrateurs du groupe.
Le 5 janvier 2015, lors de la sortie à Kinshasa, 10 000 exemplaires sont vendus le jour même.
La présentation officielle de l'album s'effectue du 17 au 19 avril 2015 au Grand hôtel de Kinshasa avec chaque jour un invité différent choisi par les fans. Le 17 sera son ancien collège JB Mpiana, le 18 sera Papa Wemba, et le 19 devait être Fally Ipupa, mais étant en déplacement à Washington D.C. pour la Banque mondiale, ce sera finalement Roga-Roga.
En décembre 2015, il sort un album solo intitulé Sans Poteau, avec des nouveaux titres comme Mipende, yote kibukidi et des remix de ses anciennes chansons comme Nikide, Augustine et Kalayi Boeing.
Le 24 juin 2017, il sort son 3e album solo 7 Jours de la Semaine, disponible en streaming et en physique contenant 2 CD pour un total de 21 titres.
Le 29 novembre 2019, il sort un double album de son groupe Formidable, avec des titres comme Parking, Je pense à toi, Esclave ya bolingo, etc.
Le 5 juin 2022, il sort un Maxi-Single de 5 titres intitulé Contre Boule.
En décembre 2022, Il annonce le titre de son prochain album intitulé Morote.
En 2024, il annonce un single dansant intitulé Tout se paie ici bas, un single qui annoncera l'arrivée du nouvel album Morote.

### Controverse
Werrason annonce le 19 octobre 2020 son retour aux scènes européennes avec son 5e spectacle au Zénith, le 12 juin 2021.

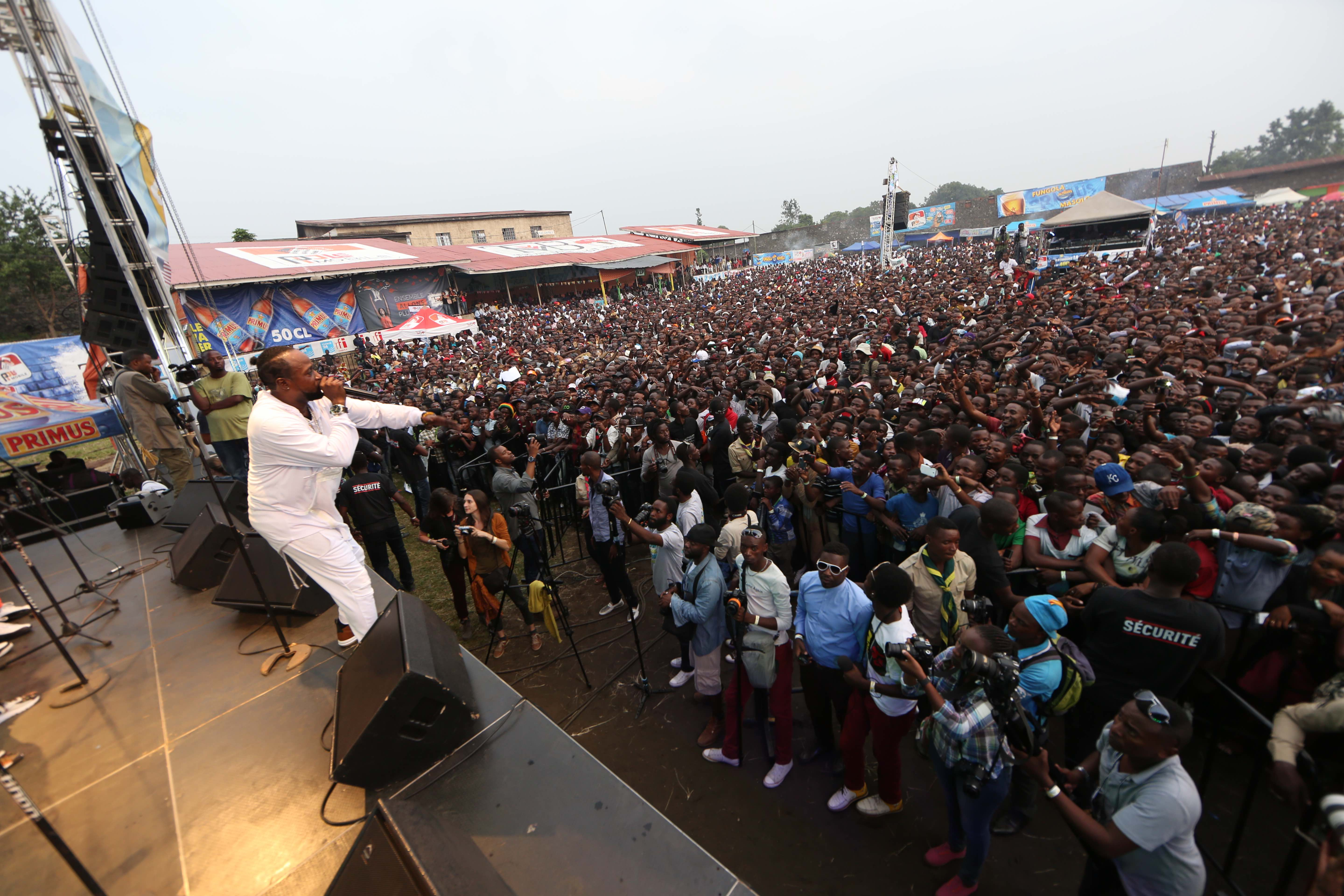
Concert de Werrason à Goma le 16 février 2016.

 Ce concert est déplacé au 25 septembre 2021, mais il est annulé par la Préfecture de police qui « considère que ce concert présente des risques de troubles graves à l'ordre public et d'atteinte à la sécurité des spectateurs qu'il convient de prévenir par des mesures adaptées ». Il se dit d'autant plus en colère qu'il avait « prévu ce concert pour la paix, pour réconcilier les artistes congolais et la diaspora ».
Il est un proche de Joseph Kabila, à tel point que la Haute Autorité des Médias avait interdit d'antenne ses chansons à la veille des élections de 2006. Il est proche aussi de Félix Tshisekedi. Ces relations ont eu pour effet de susciter « une mobilisation croissante chez les opposants radicaux congolais de la diaspora installés en France et dans les pays voisins européens, qui ont déposé plusieurs déclarations de manifestations pour le 25 septembre prochain aux abords du Zénith, avec l'intention d'en découdre avec les spectateurs du concert et de créer des désordres à l'intérieur et à l'extérieur de la salle de concert ».
En 2022, il participe au projet de retrouvailles de Wenge Musica qui comprend une série d'événements emblématiques (concert au Stade des Martyrs de Kinshasa le 30 juin, le 9 juillet un concert VIP au Grand hôtel de Kinshasa…).

## Récompenses et nominations
- 1987 : avec le groupe Wenge Musica, révélation de l'année
- 1990 : avec le groupe Wenge Musica, meilleur groupe du Zaïre
- 1993 : Kala-Yi-Boeing, meilleure chanson de l'année
- 1996 : avec le groupe Wenge Musica, meilleur groupe du Zaïre
- 1998 : Chantal Switzerland, meilleure chanson de l'année
- 1999 : meilleur vedette de l'année Association de Chroniqueur de Musique du Congo(ACMCO) jusqu'à 2009
- 2000 : nommé meilleur album de l'année Solola Bien au Kora Awards
- 2001 : deux Kora Awards meilleur artiste masculin africain de l'année et meilleur album meilleur artiste masculin afrique centre et de tout l’Afrique entière
- 2002 : meilleur Artiste d'Afrique Centrale au Kunde  au Burkina Faso
- 2003 : meilleur Artiste d'Afrique Centrale au FESPAM au Congo-Brazzaville
- 2004 : deux Koras Awards (meilleur artiste masculin de l'année et meilleur artiste d'Afrique centrale)
- 2005 : un Kora Awards (meilleur artiste d'Afrique centrale)
- 2009 : meilleur star de l'année aux Ndule Awards
- 2010 : Ndule Awards étant la star de l'année, Meilleur générique (Techno Malewa)
- 2014 : meilleur artiste africain de l'année et Meilleur son de l'année aux NAFCA à Los Angeles
- 2015 : nommé aux afroca music awards meilleur artiste africain
- 2015 : Bilily Awards : Meilleur clip générique (Kata Fumbwa)
- 2015 : médailles d'argent et de bronze dans l'ordre des léopards (prix spécial de la culture de l'état congolais)

## Discographie

### Avec Wenge Musica
- 1988 : Bouger!! Bouger!! Makinzu!!!
- 1991 : Kin E Bougé
- 1993 : Kala-Yi-Boeing
- 1993 : Le monde est méchant (Single)
- 1994 : Les Anges Adorables Vol.1 et Vol.2
- 1995 : Pile ou Face (premier album solo d'Alain Makaba)
- 1996 : Pleins Feux (réédition de chansons enregistrées en 1992)
- 1996 : Pentagone
- 1997 : Feux de l'Amour (premier album solo de JB Mpiana)

### Avec Wenge Musica Maison Mère
- 1998 : Force d'Intervention Rapide
- 1999 : Solola Bien
- 2000 : Terrain eza Miné
- 2002 : À la queue Leu-Leu
- 2008 : Temps Présent (Mayi ya sika)
- 2009 : Techno Malewa Sans Cesse vol. 1
- 2011 : Techno Malewa Sans Cesse suite & fin
- 2014 : Flèche Ingeta
- 2019 : Formidable

### En solo
- 2001 : Kibuisa Mpimpa
- 2005 : Témoignage
- 2008 : Simply The Best Of, Vol. 1
- 2015 : Sans Poteau
- 2017 : 7 jours de la semaine

### Maxi-Single
- 2003 : Tindika Lokito (Maxi-Single)
- 2004 : Alerte Générale (Maxi-Single)
- 2005 : Changement De Fréquence (Single)
- 2006 : Sous-Sol (Maxi-Single)
- 2009 : Tu m'avais dit (Single)
- 2011 : Diata Bawu (Maxi-Single)
- 2012 : Satellite +2 (Maxi-Single)
- 2013 : Éducation (Maxi-Single)
- 2013 : I found a way (feat. Mohombi) (Single)
- 2014 : Petite Ya Quartier (Single)
- 2014 : Block Cadenas (Single)
- 2015 : Kata fumbwa (Single)
- 2016 : Bonne Année La Zamba Playa (Maxi-Single)
- 2017 : Malembe (feat. Eddy Kenzo) (Single)
- 2020 : This is party (Single)
- 2020 : Live Acoustique (Maxi-Single)
- 2021 : Mytho (feat. Stavo) (Single)
- 2022 : Protéger base (Single)
- 2022 : Contre boule (Maxi-Single)
- 2024 : Tout se paie ici-bas (Single)